# کتابخانه ملی لیتوانی
کتابخانه ملی لیتوانی (به لاتین: Martynas Mažvydas National Library of Lithuania) یک کتابخانه ملی در لیتوانی است که در ویلنیوس واقع شده است. این کتابخانه محتوای میراث فرهنگی مکتوب لیتوانی را جمع‌آوری، سازماندهی و حفظ می‌کند، مجموعه اسناد لیتوانیایی و خارجی مرتبط با نیازهای تحقیقاتی، آموزشی و فرهنگی لیتوانی را توسعه می‌دهد. و خدمات اطلاعات کتابخانه‌ای را به عموم ارائه می‌دهد.

## وظایف
اهداف کتابخانه ملی مارتیناس ماژویداس، انباشت و حفظ میراث فرهنگی مستند لیتوانی برای نسل‌های آینده و تضمین دسترسی به آن، مشارکت فعال در فرایند ایجاد جامعه فرهیخته، توسعه فعالیت‌ها و خدمات آن با استفاده از فناوری‌های اطلاعاتی مدرن با هدف کمک به یادگیری است. و فرآیندهای توسعه مردم لیتوانی، ارائه پشتیبانی روش شناختی برای کتابخانه‌های لیتوانی، انجام تحقیقات در زمینه علم کتابداری، کتابشناسی، علم اطلاعات و کتابشناسی، تکامل نظریه و عمل علم کتابخانه و تقویت پویایی ادغام در فرآیندهای علم کتابداری جهانی
توابع و مسئولیت‌ها
- انباشت و حفظ نشریات لیتوانیایی صادر شده در لیتوانی و خارج از کشور، انجام کنترل کتابشناختی اسناد، توسعه صندوق ملی آرشیو اسناد منتشر شده؛
- انباشت و نگهداری اسناد چاپی و دیگر اسنادی که برای فرهنگ ملی ارزشمند است.
- ارائه خدمات به شهروندان، موسسات و سازمان‌های لیتوانیایی و خارجی؛
- تدوین و انتشار کتابشناسی ملی، فهرستهای کتابشناختی، تدوین فهرست و پایگاه‌های صنفی.
- ارائه آمار اسناد منتشر شده در لیتوانی و تخصیص شماره‌های استاندارد بین‌المللی به آنها (ISSN, ISBN, ISMN).
- ایجاد و توسعه سیستم اطلاعات کتابخانه یکپارچه لیتوانی (LIBIS) و سیستم میراث الکترونیکی مجازی (VEPS).
- حفظ، احیای کتابخانه‌ها و مجموعه‌های ارزشمند؛
- تحقیق در زمینه کتابداری، کتابشناسی و کتابشناسی، برگزاری کنفرانسهای علمی، انتشار نشریات پژوهشی و روش شناختی و مجله تخصصی «Tarp knygų» (در دنیای کتاب).
- برگزاری نمایشگاه‌ها، شب‌های ادبی و سایر رویدادهای فرهنگی، ترویج فرهنگ و علم لیتوانی در خارج از کشور.

## تاریخچه
کتابخانه ملی در سال ۱۹۱۹ تأسیس شد. در کاوناس به عنوان کتابفروشی مرکزی دولتی شروع به کار کرد و در سال ۱۹۶۳ به ویلنیوس، پایتخت لیتوانی منتقل شد. در سال ۱۹۸۸ این کتابخانه به نام مارتیناس ماژویداس، نویسنده اولین کتاب لیتوانیایی نامگذاری شد و در ۳۰ می ۱۹۸۹، وضعیت کتابخانه ملی به آن اعطا شد. از آن زمان، نام رسمی این کتابخانه، کتابخانه ملی مارتیناس ماژویداس لیتوانی است.
در سال ۱۹۹۰ مطبوعات دیاسپورای لیتوانی شروع به بازگشت به لیتوانی کردند. این کتابخانه بیش از یک میلیون نسخه چاپی از ایالات متحده، آلمان و فرانسه دریافت کرد. پس از بازگرداندن استقلال لیتوانی، توسعه همکاری‌های بین‌المللی امکان‌پذیر شد. کتابخانه ملی به عضویت انجمن‌ها و مؤسسات بین‌المللی کتابخانه ای بزرگ درآمد. در سال ۱۹۹۲ اولین قرارداد همکاری بین کتابخانه‌های ملی کشورهای بالتیک (لیتوانی، لتونی و استونی) امضا شد.
در ۲۰ نوامبر ۱۹۹۱، بر اساس مصوبه هیئت رئیسه شورای عالی جمهوری لیتوانی، علاوه بر وظایف کتابخانه ملی، فعالیت کتابخانه پارلمانی نیز به این کتابخانه واگذار شد. در سال ۱۹۹۵ قانون کتابخانه‌های جمهوری لیتوانی کتابخانه ملی را به عنوان اصلی‌ترین کتابخانه علمی ملی برای استفاده عموم تعریف کرد.
در سال ۲۰۱۹ کتابخانه ملی صدمین سالگرد خود را جشن گرفت.